# Thomas Fearnley
Thomas Fearnley (27. prosince 1802, Frederikshald – 16. ledna 1842, Mnichov) byl norský malíř, představitel romantismu.

## Původ a rodina
Fearnley byl z obchodnické rodiny. Jeho bratrem byl profesor astronomie Carl Frederik Fearnley (1818–1890), který v roce 1864 stál u zrodu norského meteorologického ústavu. Jejich dědeček Thomas Fearnley (1729–1798) se do Norska přistěhoval ze severoanglického Hull roku 1753.

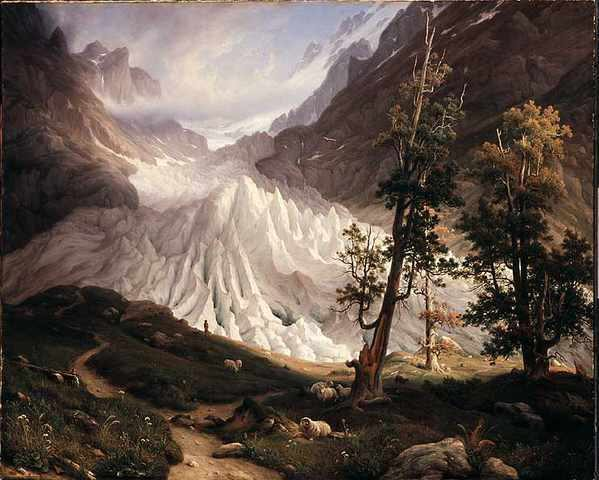
Grindelwaldský ledovec, 1838

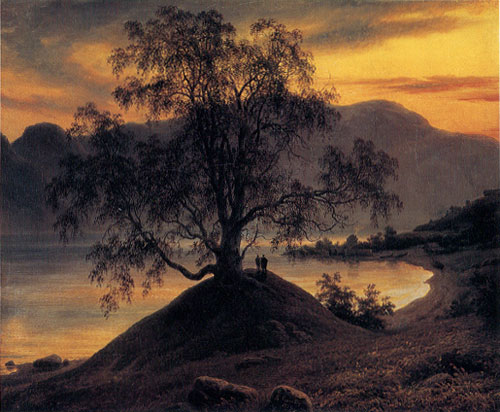
Slinde Birken, 1839

## Vzdělání
Fearnley byl v letech 1819–1821 studentem na Královské škole v Kristiánii (dnes Oslo). Poté odcestoval do Kodaně a v roce 1821 se zapsal na místní Akademii výtvarných umění, kde byl žákem Christoffera Wilhelma Eckerberga.
Následovala studia na Královské akademii ve Stockholmu pod vedením Carla Johana Fahlcrantze. Ve Stockholmu Fearnley získal zakázky a ocenění od švédského dvora.
V roce 1828 odcestoval do Drážďan, kde byl v letech 1829–1830 žákem Johana Christiana Dahla.

## Studijní cesty
Dahl se v létě 1826 vydal na studijní cestu po jižním Norsku a Fearnleyho poznal v oblasti Sogn. Společným motivem pro tvorbu se jim stala starobylá bříza, rostoucí na vrcholu pravěké pohřební mohyly z 5. století, Slinde Birken. Tento typicky romantický motiv se stal pro umělce velmi oblíbeným.
Fearnley byl na studijní cestě v Norsku již v roce v roce 1824. Jeho velkou cestou byla Itálie, v září 1832 šel z Benátek do Říma a v létě následujícího roku navštívil Sicílii. Většinou maloval v malých městech jižně od Neapole: Castellammare, Amalfi, Sorrento, Capri.
Přes Švýcarsko (Meiringen, Grindelwald) odcestoval v létě 1835 do Paříže, následující rok navštívil Londýn. Zde se seznámil s tvorbou Johna Constabla a J. M. W. Turnera.
V létě 1836 byl opět v Norsku. Následující rok a půl strávil v Anglii, mimo jiné navštívil i Jezerní oblast. V létě 1838 cestoval po Německu a Švýcarsku, odkud se vrátil do Norska.

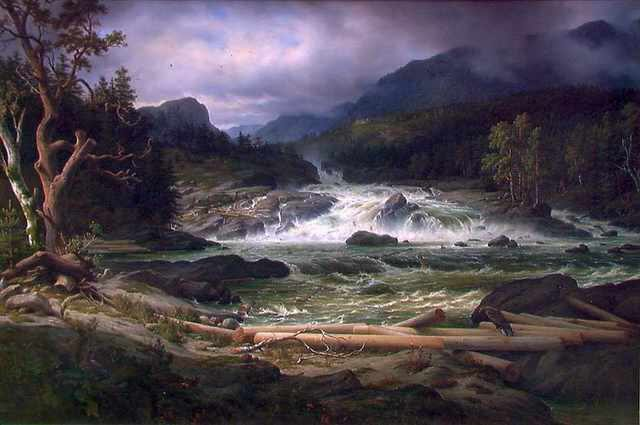
Vodopád Labro, 1837

V létě 1839 se vrátil do norského Sogn společně s německým malířem Andreasem Achenbachem. Věnovali se též tvorbě v oblastech Hardangerfjord a Sognefjord. Na podzim 1840 opět odjel, zůstal rok v Amsterdamu a pak pokračoval do Mnichova, kde náhle zemřel.

## Dílo
Kromě Dahla Fearnleyho ovlivnily též malířské osobnosti Caspar David Friedrich, John Constable a William Turner.
Jako romantik měl v oblibě především divoké hory a peřeje.
Fearnley byl neobvykle talentovaným malířem, který tvořil snadno a rychle, což na jeho současníky velmi zapůsobilo. Byl si jistý kompozicí, používal širokou škálu barev a jeho rukopis nese známky značného sebevědomí.

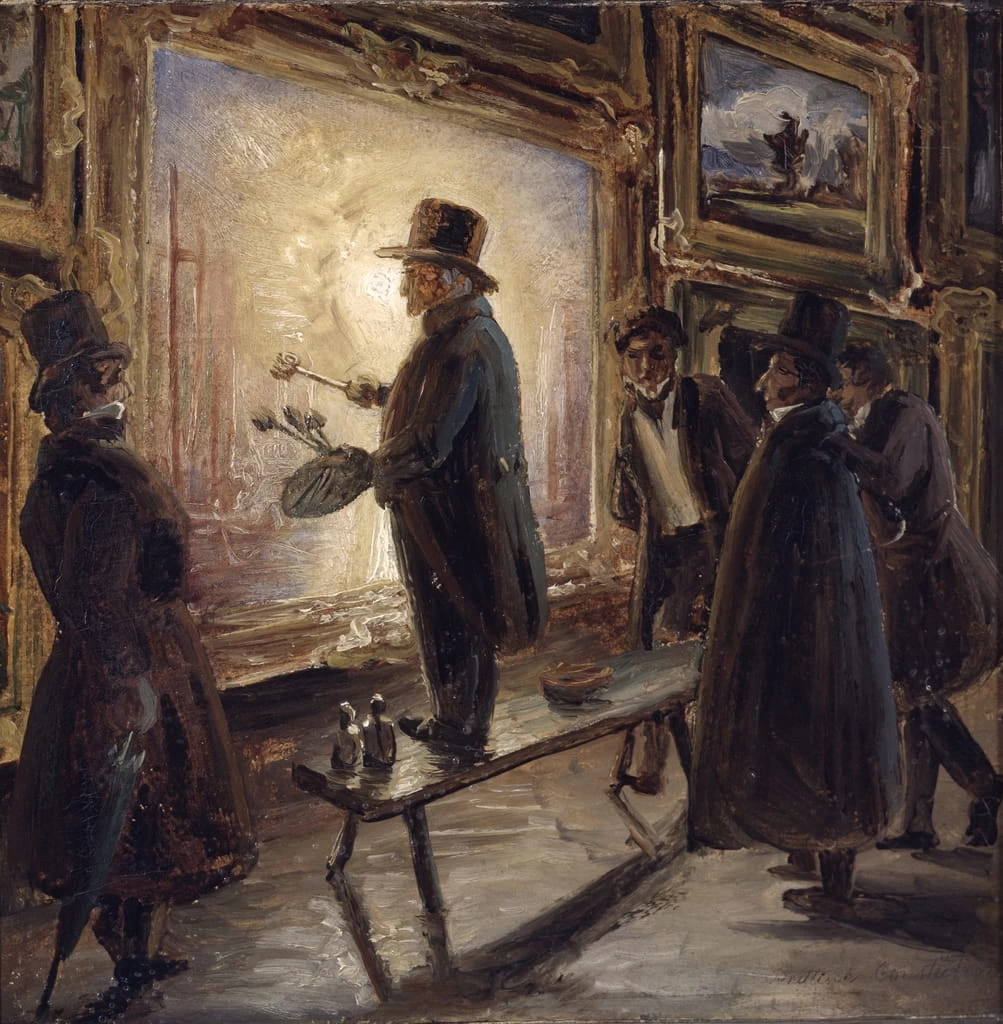
Thomas Fearnley zachytil anglického malíře W. Turnera při práci, 1837

Národní galerie byla založena v roce 1842 a mezi prvními díly, které zakoupila, byly kromě dvou vedut od Dahla také dva Fearnleyho obrazy: Grindelwaldský ledovec a Vodopád Labro. Jeho díla najdeme zastoupena též v galeriích v Kodani, Stockholmu a na několika místech v Německu.

## Osobní život
Fearnleyho žena byla Cecilie Catharine Andresen, v Amsterodamu se jim narodil syn Thomas Nicolay (1841–1928), který se stal úspěšným a známým podnikatelem, průmyslníkem a filantropem.
Otec mu záhy ve věku 39 let zemřel, stalo se tak v Mnichově v roce 1842, příčinou úmrtí byl tyfus.
V roce 1922 byly jeho ostatky z Mnichova převezeny do norského hlavního města.